# クリトリス・ガールズ
クリトリス・ガールズは、日本のロックバンドである。「クリトリスガールズ」と表記されることもあるが、「クリトリス・ガールズ」が正式名称である。

## 来歴
- 2005年頃よりライブ活動開始。 数度のメンバーチェンジを経て、2014年までに11枚のオリジナル・アルバムと１枚のベスト・アルバムを発表している。
- 現在も、東京都内を中心にコンスタントに活動を続けている。

## 音楽性
- 活動当初は、フリージャズ、プログレッシヴ・ロックを意識した、複雑で長大なインプロヴィゼーションをメインに演奏していた[1]。
- 2009年頃より、明朗なメロディと歌詞を持つポップな楽曲の比重が多くなってきているものの、変拍子、不協和音を取り入れた作曲スタイルは一貫しており、安易なジャンル分けを拒む要因となっている[1]。
- 歌詞は全て日本語である。「肛門」「うんこ」「しっこ」などの排泄関係[2]、「金玉」「ちん毛」「玉袋」などの男性器付属物を扱った楽曲がほとんどであり、バンド名との乖離が指摘されている[3]。
- ザ・ビーチ・ボーイズ、ザ・ビートルズ、キング・クリムゾンからの影響を指摘されている[4][1]。

## メンバー
- メンバーは全員、男性であることが確認されている[5]。

### 現在のメンバー
- 山下哲史 ／ベース、ヴォーカル、ギター、録音
- 椿幸治（ツバキコウジ）／ギター、ヴォーカル、録音
- 山田圭一朗 ／ドラムス、ヴォーカル

### 元メンバー
- 殿下／ドラムス、ベース・・・2010年11月卒業
- 安田けんじ／ドラムス・・・失踪

## ディスコグラフィー

### オリジナルアルバム
「クリトリス・ガールズ」 （2007)
「奔放なる青春」 (2007)
「白夜」 (2007)
「でっちあげ」 (2008)
「肛門期の終わり」 (2008)
「明盲〜AKIMEKRA〜」 (2008)
「まぼろし〜あるいは在り得たかも知れぬ我らの関係」(2008)
「轟」 (2009)
「素描」(2010)
「賦集」(2012)
「静物」(2014)。

### ベストアルバム
「Lo-Fi MEGA HITS」（2010）

### 映像作品
DVD「高円寺ツアー」(2010)